# Хазяїн гори 2: Чорне золото
Хазяїн гори 2: Чорне золото (англ. Gentle Ben 2: Danger on the Mountain) — американський фільм

## Сюжет
Навколо заповідної країни гір і соснових лісів збираються бурити нафтові свердловини під виглядом артезіанських. Землевласник Фог Бенсон, старий ворог великого чорного грізлі Бена і його 13-річного друга Марка, уклав союз з нафтопромисловцем Келом Страйкером. Рейнджер Джек Ведлоу, дядько Марка, упевнений, що діяльність Бенсона і Страйкера призведе до забруднення джерел води і загибелі заповідника. Але владі потрібні вагомі докази. І Марк їх знаходить. Оприлюднивши цю інформацію, Джек кидає виклик Бенсону і за безпідставним звинуваченням потрапляє до в'язниці. Тепер Марк за допомогою свого друга Бена повинен довести невинність дядька, розкрити зловісні плани нафтової компанії і не дати відправити себе до сирітського притулку.

## У ролях
- Дін Кейн — Джек Ведлоу
- Рейлі МакКлендон — Марк Ведлоу
- Корбін Бернсен — Фог Бенсон
- Ешлі Лоуренс — Дакота
- Джек Конлі — Кел Страйкер
- Мартін Коув — Куллі
- Джил Бірмінгем — Піт
- Коді Вейант — Ешлі Бенсон
- Деміен Валенсіа — шериф Ріверс
- Коллін Бернсен — Коллін
- Роберт Норсуорті — інспектор
- Дж. Карен Томас — міс Вашбороу
- Е. Скотт Корлі — Скотт
- Менні Дюран — бурильник
- Бонкерс — Бен